# Hagen Wiel
Hagen Wiel (* 1975 in Weimar) ist ein deutscher Filmregisseur, Drehbuchautor, Videokünstler und Filmproduzent.

## Leben
Hagen Wiel wuchs in Weimar auf, gründete in Berlin das Filmzentrum „Aufbruch Kino“, studierte Videokunst und Fotografie an der Hochschule für Grafik und Buchkunst Leipzig und an der University of Wales (UWIC) in Cardiff. 2009 absolvierte er sein Meisterschüler-Studium bei Ralf Urban Bühler an der Hochschule für Grafik und Buchkunst Leipzig zum Thema Körperintelligenz und unterrichtete das Seminar „Experimente des Leibes“. In der Zeit begann Hagen Wiel für Bühneninszenierungen von Heike Hennig, Sven Grunert, Helmut Stürmer und andere Video-Bühnenbilder, Reportagen und Filmessays zu realisieren. So wirkte er regelmäßig für das kleine theater – Kammerspiele Landshut, Stadttheater Gießen, Landesbühnen Sachsen sowie für das Tollwood-Festival in München.
Als Medienkünstler entwickelte er Skulpturen zum Thema der Robotik, verschiedene interaktive Videoinstallationen, Performances und Experimentalfilme, welche auf zahlreichen internationalen Kunstausstellungen präsentiert worden". Als Kurator realisierte Hagen Wiel Ausstellungsprojekte wie „Arte a Full“ im Westwerk Leipzig, „Selbst Macht Originalität“ in der Galerie KUB Leipzig und „Nietzsche Macht Größe“ zum Friedrich Nietzsche Kongress in Naumburg.
Als Filmregisseur hat Hagen Wiel zahlreiche Theater- und Dokumentarfilme wie „Maria XXX Der Film“ für Heike Hennig & Co welcher 2011 im Centraltheater Leipzig Filmpremiere feierte und als DVD erhältlich ist oder „Chinese Music in the Global Age“, „Kimusawea“ und „Experimente des Leibes“ realisiert.
2006 gründete er die „WIEL Filmproduktion“, welche neben den eigenen Projekten, Reportagen und Dokumentarfilme für Film und Fernsehen produziert.

## Filmografie
- 2012 Sog nit keinmal – Chinese Music in the Global Age
- 2011 Sven Grunerts Peter Pan
- 2010 Heike Hennig – Maria XXX
- 2010 Endliche Automaten – Laptoporchester Berlin
- 2009 Experimente des Leibes
- 2008 TanzLust
- 2007 Glückliche Tage
- 2006 Sibiu – eine Reise
- 2006 kimusawea
- 2005 Nimm mich mit in dein Leben
- 2004 Wolfen-Nord
- 2003 Exogen
- 2001 Ich bin ein Berliner
- 1999 aufbruch-TV – 3 Folgen
- 1998 Der Steinbruch
- 1995 Wer singt leise in den Zweigen